# Вулиця Академіка Волкова
Ву́лиця Акаде́міка Во́лкова — вулиця у Харкові, у Київському районі, в історичній місцевості П'ятихатки. Йде від проспекту Академіка Курчатова до вулиці Академіка Синельникова. Вулиця виникла в середині 1960-х років і раніше мала назви Піонерська (до 1968) і Павліка Морозова (1968—2015). Північну частину вулиці (від вулиці Академіка Вальтера до вулиці Академіка Синельникова) раніше вважали окремою Транспортною вулицею. Сучасна назва дана на честь академіка Дмитра Васильовича Волкова, співробітника сусіднього Харківського фізико-технічного інституту.

## Розташування
Вулиця починається від проспекту Академіка Курчатова, на якому зелена зона переривається, щоб забезпечити виїзд з вулиці. З протилежного боку проспекту Академіка Курчатова починається Лісопарк. Вулиця перетинає вулицю Академіка Вальтера, потім повертає праворуч і через гаражі й індустріальну забудову прямує до вулиці Академіка Синельникова, де вона закінчується Т-подібним перехрестям.

## Історія
Вулиця заснована в середині 1960-х років під час забудови П'ятихаток. Початково мала назву Піонерська на честь піонерів — членів дитячих комуністичних організацій у СРСР.
У 1968 у зв'язку зі включенням П'ятихаток до меж міста вулицю перейменували на вулицю Павліка Морозова, щоб уникнути збігу з іншою Піонерською вулицею (теперішньою вулицею Дмитра Міллера). Павлік Морозов (1918—1932) — культовий герой радянської пропаганди, піонер, начебто, вбитий власним дідом за те, що свідчив у суді проти батька, «ворога народу».
20 листопада 2015 року в межах декомунізації вулицю перейменували на честь Дмитра Васильовича Волкова (1925—1996), академік АН УРСР, співробітника Харківського фізико-технічного інституту. Ця назва узгоджується із загальною традицією, за якою більшість вулиць у П'ятихатках названа на честь відомих науковців Харківського фізико-технічного інституту.
Північна частина вулиці (від вулиці Академіка Вальтера до вулиці Академіка Синельникова) спочатку виникла як окрема Транспортна вулиця або Транспортна Колона. Близько 2010 року в деяких джерелах вже вказувалось, що ця вулиця ліквідована, однак остаточне рішення про ліквідацію Транспортної Колони та її включення до складу вулиці Академіка Волкова було прийнято міською радою 24 лютого 2016 року.